# Décès en 921
Décès
- 917
- 918
- 919
- 920
- 921
- 922
- 923
- 924
- 925

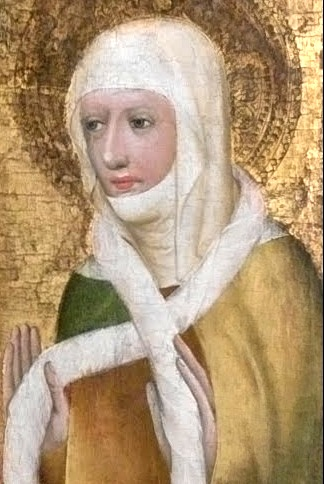
Ludmila de Bohême, morte en 921.

Cette page dresse une liste de personnalités mortes au cours de l'année 921 :
- 13 février[1] : Vratislav Ier de Bohême, duc de Bohême.
- 15 septembre : Ludmila de Bohême, épouse de Bořivoj Ier de Bohême, duc de Bohême.

- Richard de Bourgogne, comte d'Autun, d'Auxerre, de Nevers, de Troyes, de Sens, marquis de Bourgogne, puis premier duc de Bourgogne.
- Drogon de Toul, 31e évêque de Toul.
- Garimperto (it), archevêque de Milan.
- Harusindan (en), troisième roi des Gilites (en) (Iran).
- Lili ibn al-Nu'man (en), ou Lili ibn Shahdust, chef des Shahanshahvand (en), deuxième roi des Gilites.
- Liu Xun (en), major général des Cinq Dynasties et des Dix Royaumes.
- Elvira Menéndez (en), reine de León.
- Ragnall Uí Ímair, roi du royaume viking d'York, de l’île de Man et de Waterford.
- Wang Rong (en), seigneur de guerre de la dynastie Tang.
- Wang Zhaozuo (en), fils aîné de Wang Rong, unique roi de Zhao (en) (Période des Cinq Dynasties et des Dix Royaumes).
- Zhang Wenli (en), fils adoptif de Wang Rong, officier de la dynastie Tang.

## Crédit d'auteurs
- Cet article est partiellement ou en totalité issu de l'article intitulé « 921 » (voir la liste des auteurs).